# Galatasaray Spor Kulübü 2019-2020 (pallavolo maschile)
Questa voce raccoglie le informazioni riguardanti il Galatasaray Spor Kulübü nelle competizioni ufficiali della stagione 2019-2020.

## Organigramma societario
Area direttiva
- Presidente: Mustafa Cengiz

Area tecnica
- Allenatore: Nedim Özbey
- Allenatore in seconda: Umut Çakır
- Assistente allenatore: Hüseyin Gültekin
- Scoutman: Mertcan Kır

## Rosa
| N° | Nome             | Ruolo | Data di nascita   | Nazionalità sportiva |
| -- | ---------------- | ----- | ----------------- | -------------------- |
| 1  | Selçuk Keskin    | P     | 15 gennaio 1982   | Turchia              |
| 2  | Muzaffer Yönet   | P     | 18 giugno 1997    | Turchia              |
| 3  | Melih Sıratça    | S     | 12 febbraio 1996  | Turchia              |
| 4  | Ertuğrul Metin   | S     | 1º gennaio 1996   | Turchia              |
| 5  | Oleg Antonov     | S     | 28 luglio 1988    | Italia               |
| 6  | Oliver Venno     | O     | 23 maggio 1990    | Estonia              |
| 7  | Emre Savaş       | C     | 7 marzo 1995      | Turchia              |
| 8  | Burutay Subaşı   | S     | 15 luglio 1990    | Turchia              |
| 9  | Yasin Aydın      | S     | 11 luglio 1995    | Turchia              |
| 10 | Burak Mert       | L     | 23 ottobre 1990   | Turchia              |
| 12 | Lucas Van Berkel | C     | 29 novembre 1991  | Canada               |
| 13 | Kemal Elgaz      | S     | 1º gennaio 1986   | Turchia              |
| 14 | Selim Kalaycı    | O     | 12 febbraio 2000  | Turchia              |
| 16 | Sadık Özbey      | P     | 22 febbraio 1999  | Turchia              |
| 17 | Doğukan Ulu      | C     | 30 ottobre 1995   | Turchia              |
| 18 | Onurcan Çakır    | L     | 27 settembre 1995 | Turchia              |

## Statistiche

### Statistiche di squadra
| Competizione     | Punti | In casa | In casa | In casa | In trasferta | In trasferta | In trasferta | Totale | Totale | Totale |
| Competizione     | Punti | G       | V       | P       | G            | V            | P            | G      | V      | P      |
| ---------------- | ----- | ------- | ------- | ------- | ------------ | ------------ | ------------ | ------ | ------ | ------ |
| Efeler Ligi      | 44    | 11      | 8       | 3       | 11           | 7            | 4            | 22     | 15     | 7      |
| Coppa di Turchia | -     | -       | -       | -       | -            | -            | -            | -      | -      | -      |
| Supercoppa turca | -     | -       | -       | -       | -            | -            | -            | 1      | 1      | 0      |
| Coppa CEV        | -     | 3       | 3       | 0       | 3            | 1            | 2            | 6      | 4      | 2      |
| Totale           | -     | 14      | 11      | 3       | 14           | 8            | 6            | 29     | 20     | 9      |

G = partite giocate; V = partite vinte; P = partite perse

### Statistiche dei giocatori
| Giocatore     | Campionato | Campionato | Campionato | Campionato | Campionato | Coppa di Turchia | Coppa di Turchia | Coppa di Turchia | Coppa di Turchia | Coppa di Turchia | Supercoppa turca | Supercoppa turca | Supercoppa turca | Supercoppa turca | Supercoppa turca | Coppa CEV | Coppa CEV | Coppa CEV | Coppa CEV | Coppa CEV | Totale | Totale | Totale | Totale | Totale |
| Giocatore     | P          | PT         | AV         | MV         | BV         | P                | PT               | AV               | MV               | BV               | P                | PT               | AV               | MV               | BV               | P         | PT        | AV        | MV        | BV        | P      | PT     | AV     | MV     | BV     |
| ------------- | ---------- | ---------- | ---------- | ---------- | ---------- | ---------------- | ---------------- | ---------------- | ---------------- | ---------------- | ---------------- | ---------------- | ---------------- | ---------------- | ---------------- | --------- | --------- | --------- | --------- | --------- | ------ | ------ | ------ | ------ | ------ |
| O. Antonov    | 20         | 177        | 141        | 17         | 19         | -                | -                | -                | -                | -                | 1                | 2                | 2                | 0                | 0                | 6         | 61        | 51        | 4         | 6         | 27     | 240    | 194    | 21     | 25     |
| Y. Aydın      | 15         | 65         | 59         | 4          | 2          | -                | -                | -                | -                | -                | 1                | 6                | 6                | 0                | 0                | 5         | 9         | 7         | 2         | 0         | 21     | 80     | 72     | 6      | 2      |
| O. Çakır      | 12         | 0          | 0          | 0          | 0          | -                | -                | -                | -                | -                | 0                | 0                | 0                | 0                | 0                | 3         | 0         | 0         | 0         | 0         | 15     | 0      | 0      | 0      | 0      |
| K. Elgaz      | 0          | 0          | 0          | 0          | 0          | -                | -                | -                | -                | -                | -                | -                | -                | -                | -                | -         | -         | -         | -         | -         | 0      | 0      | 0      | 0      | 0      |
| S. Kalaycı    | 4          | 4          | 4          | 0          | 0          | -                | -                | -                | -                | -                | 1                | 0                | 0                | 0                | 0                | 3         | 11        | 11        | 0         | 0         | 8      | 15     | 15     | 0      | 0      |
| S. Keskin     | 22         | 63         | 24         | 34         | 5          | -                | -                | -                | -                | -                | 1                | 4                | 2                | 2                | 0                | 6         | 19        | 6         | 12        | 1         | 29     | 86     | 32     | 48     | 6      |
| B. Mert       | 19         | 0          | 0          | 0          | 0          | -                | -                | -                | -                | -                | 1                | 0                | 0                | 0                | 0                | 6         | 0         | 0         | 0         | 0         | 26     | 0      | 0      | 0      | 0      |
| E. Metin      | 14         | 9          | 3          | 2          | 4          | -                | -                | -                | -                | -                | 1                | 0                | 0                | 0                | 0                | 5         | 2         | 0         | 0         | 2         | 20     | 11     | 3      | 2      | 6      |
| S. Özbey      | 0          | 0          | 0          | 0          | 0          | -                | -                | -                | -                | -                | 0                | 0                | 0                | 0                | 0                | -         | -         | -         | -         | -         | 0      | 0      | 0      | 0      | 0      |
| E. Savaş      | 13         | 55         | 38         | 11         | 6          | -                | -                | -                | -                | -                | 1                | 4                | 4                | 0                | 0                | 3         | 5         | 3         | 1         | 1         | 17     | 64     | 45     | 12     | 7      |
| M. Sıratça    | 12         | 80         | 63         | 12         | 5          | -                | -                | -                | -                | -                | 0                | 0                | 0                | 0                | 0                | 5         | 28        | 22        | 3         | 3         | 17     | 108    | 85     | 15     | 8      |
| B. Subaşı     | 16         | 189        | 157        | 5          | 27         | -                | -                | -                | -                | -                | 1                | 24               | 14               | 0                | 10               | 4         | 59        | 51        | 3         | 5         | 21     | 272    | 222    | 8      | 42     |
| D. Ulu        | 18         | 140        | 92         | 43         | 5          | -                | -                | -                | -                | -                | 1                | 3                | 0                | 3                | 0                | 6         | 41        | 29        | 10        | 2         | 25     | 184    | 121    | 56     | 7      |
| L. Van Berkel | 22         | 167        | 125        | 35         | 7          | -                | -                | -                | -                | -                | 1                | 2                | 1                | 1                | 0                | 6         | 38        | 28        | 8         | 2         | 29     | 207    | 154    | 44     | 9      |
| O. Venno      | 21         | 362        | 311        | 20         | 31         | -                | -                | -                | -                | -                | 1                | 22               | 17               | 4                | 1                | 6         | 109       | 95        | 5         | 9         | 28     | 493    | 423    | 29     | 41     |
| M. Yönet      | 8          | 0          | 0          | 0          | 0          | -                | -                | -                | -                | -                | 0                | 0                | 0                | 0                | 0                | 3         | 0         | 0         | 0         | 0         | 11     | 0      | 0      | 0      | 0      |

P = presenze; PT = punti totali; AV = attacchi vincenti; MV = muri vincenti; BV = battute vincenti